# Maldives International 2013
Die Maldives International 2013 fanden vom 5. bis zum 9. Juni 2013 in Malé statt. Es war die vierte Austragung dieser internationalen Meisterschaften der Malediven im Badminton.

## Austragungsort
- Malé Sports Complex, Malé

## Sieger und Platzierte
| Disziplin    | Gold                                 | Silber                                         | Bronze                            |
| ------------ | ------------------------------------ | ---------------------------------------------- | --------------------------------- |
| Herreneinzel | Fikri Ihsandi Hadmadi                | Muhammad Bayu Pangisthu                        | Wang Tzu-wei                      |
| Herreneinzel | Fikri Ihsandi Hadmadi                | Muhammad Bayu Pangisthu                        | Chetan Anand                      |
| Dameneinzel  | Michelle Li                          | Hana Ramadhini                                 | Karin Schnaase                    |
| Dameneinzel  | Michelle Li                          | Hana Ramadhini                                 | Chiang Pei-hsin                   |
| Herrendoppel | Tien Tzu-chieh Wang Chi-lin          | Arya Maulana Aldiartama Alfian Eko Prasetya    | Alwin Francis Valiyaveetil Diju   |
| Herrendoppel | Tien Tzu-chieh Wang Chi-lin          | Arya Maulana Aldiartama Alfian Eko Prasetya    | Hwang Ji-man Kim Dae-sung         |
| Damendoppel  | Maretha Dea Giovani Melvira Oklamona | Melati Daeva Oktavianti Rosyita Eka Putri Sari | Ririn Amelia Anggia Shitta Awanda |
| Damendoppel  | Maretha Dea Giovani Melvira Oklamona | Melati Daeva Oktavianti Rosyita Eka Putri Sari | Lee Ja-yeong Park Min-ji          |
| Mixed        | K. Nandagopal Maneesha Kukkapalli    | Kim Dae-sung Oh Bo-kyung                       | Hwang Ji-man Park Min-ji          |
| Mixed        | K. Nandagopal Maneesha Kukkapalli    | Kim Dae-sung Oh Bo-kyung                       | Kim Young-sun Yoo Ji-hye          |